# Паро
Паро (на дзонгкха: སྤ་རོ་རྫོང་ཁག) е един от 20-те окръга на Бутан. Населението му е 46 316 жители (по преброяване от май 2017 г.), а площта 1287 кв. км. Намира се в часова зона UTC+6. ISO 3166 – 2 кодът му е BT-11.